# Psoríase pustulosa
Psoríase pustulosa é uma forma rara de psoríase, doença inflamatória que afeta o ciclo de vida das células da pele. A psoríase pustulosa se caracteriza pelo aparecimento de lesões com pus estéreis (sem infecção), que podem ser localizadas ou generalizadas.

## Classificação

### Pustulosa localizada
É conhecida também como psoríase pustulosa palmoplantar ou psoríase de Baber, apresenta-se como pústulas estéreis, acometendo os dedos e as regiões volares das mãos e dos pés. O processo é extremamente crônico, sendo mais frequente em mulheres adultas.
Existe uma correlação entre psoríase pustulosa e tabagismo, especialmente em mulheres fumantes. 

### Pustulosa generalizada
Quadro raro, por vezes fatal, caracterizado por erupção pustulosa repentina, em doentes com formas de envolvimento moderado ou com artrite psoriática ou com eritrodermia esfoliativa, e acompanhada de febre, leucocitose, artralgia, mal-estar e outros fenômenos constitucionais. As pústulas podem coalescer formando grandes lagos de pus. Por vezes é desencadeada pelo uso e pela posterior interrupção de corticosteróides sistêmicos, pelo uso de iodetos, salicilatos e progesterona e por hipocaliemia. Crianças apresentam um prognóstico melhor do que os adultos, mas raramente afetam crianças. A mortalidade é de 25%.

### Pustulosa Gestacional
Também chamada de Impetigo herpetiforme é caracterizada por lesões simétricas e agrupadas. Geralmente começa no terceiro trimestre da gravidez e  desaparece poucos dias após o parto, mas ocasionalmente persiste muitos meses mais. Pode ser tratado com ciclosporina.